# 藏香
藏香（藏語：སྤོས，威利转写：spos）是藏传佛教在宗教仪式中使用的一种香。藏香相传是吞弥·桑布扎发明的。藏香已经成为西藏文化的一部分。 
西藏三大藏香分别为尼木藏香、优·敏芭藏香、敏珠林藏香。

## 配方
藏香的配方有很多，根据配方中昂贵香料的多少决定其档次，最便宜的藏香可能只有三种香料。藏香通常使用柏树泥为原料，以藏红花、麝香、白檀香、红檀香、紫檀香、沉香、豆蔻、穿山甲、甘菘、冰片、没药等几十钟香料为辅料，炮制成成粉状，再用水调和成香泥，通过手工和用牛角制作的工具将香泥挤出成条状，阴干制成的。藏香中的一些香料，如白檀香、红檀香等，通常是用制作佛珠等木雕的下脚料磨成粉末制成的。

## 重要产地
西藏尼木县吞巴乡吞巴村是原料柏树泥的生产基地。在这里，村民利用溪水的水力推动水磨，将柏树木块磨成泥状，然后制成块状出售。吞巴村已经有1000年以上的生产藏香的历史。 
山南的敏珠林寺是藏香的一个生产地，寺内生产传统配方的藏香。 